# Fugida a Birmània
Fugida a Birmània (títol original en anglès: Escape to Burma) és una pel·lícula dels Estats Units dirigida per Allan Dwan, estrenada el 1955. Ha estat doblada al català.

## Argument[2]
Presumpte assassí d'un príncep de Birmània, Jim Brecan, un aventurer americà, és empaitat pels homes del Sawbwa i per l'inspector Cardigan, representant de la justícia anglesa. Refugiat a la plantació de Gwen Moore, una propietària occidental que cria elefants, Brecan intenta continuar d'incògnit.

## Repartiment
- Barbara Stanwyck: Gwen Moore
- Robert Ryan: Jim Brecan
- David Farrar: Cardigan
- Murvyn Vye: Makesh
- Lisa Montell: Andora
- Robert Warwick: El Sawbwa
- Reginald Denny: El comissari
- Robert Cabal: Kumat
- Peter Coe: Capità de la guàrdia
- Alex Montoya: Dacoit
- Anthony Numkena: Kasha
- John Mansfield: Sergent
- Gavin Muir: Astròleg